# 鄭亮 (宣德進士)
鄭亮（1405年—？），字汝明，福建福州府閩縣人，民籍。明朝政治人物。進士出身。

## 生平
宣德元年（1426年），福建丙午乡试中舉。宣德八年，登癸丑科會試中進士，授户部主事。

## 家族
曾祖鄭麟。祖父鄭旭，贈刑部主事。父鄭瑛，曾任樂會縣學訓導。